# Little Sturgeon
Little Sturgeon – jednostka osadnicza w Stanach Zjednoczonych, w stanie Wisconsin, w hrabstwie Door.